# Rodrigues

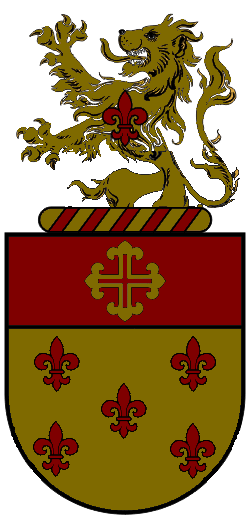
Brasão de armas dos Rodrigues

Rodrigues é um sobrenome de origem portuguesa. Pertence a onomástica luso-hispânica e é comumente encontrado nos países de língua oficial portuguesa e de língua castelhana respectivamente. O nome de família Rodrigues é de origem patronímica e surgiu na Península Ibérica no período medieval.
Inicialmente significava "filho ou descendente de Rodrigo" e pode ter se originado no século IX, quando outros patronímicos também se originaram. Seu equivalente em Castelhano é "Rodríguez". Tem origem patronímica, provém do prenome "Rodrigo" ou da forma contraída "Rui/Ruy", que tem sua origem no Povo Visigodo, significando "poderosamente famoso", "famoso pela sua glória" ou "governante poderoso", "rei famoso", "rico em glória", composto pela união dos vocábulos "Hrod", que quer dizer: célebre ou famoso e "Ric" glória/glorioso. Surgiu do germânico antigo "Hrodric" e chegou a língua portuguesa através do Latim "Rodericus". No galego-português (português antigo), o nome era escrito na forma "Ruderic", "Rudric", "Roderico" e por fim "Rodrigo". Rodrigues evoluiu de Rodrigo, que era sufixado por -iz no período medieval, "Rodriguiz", o mesmo que "filho de Rodrigo", ou "filho daquele que é rico em glória".
Os Rodrigues predominam na Espanha, em Portugal e em suas respectivas ex-colônias, tendo sido senhores de morgado, fidalgos da Casa Real, governadores ultramarinos, abades e cardeais. Com registros originários de Portugal o sobrenome Rodrigues é comum entre pessoas de ascendência portuguesa. De Portugal o sobrenome começou a chegar ao Brasil no século XVII, entre os administradores coloniais e principalmente com os demais colonos portugueses, no período das capitanias hereditárias e depois com os Governos gerais.
Rodrigues é um sobrenome de bastante prestígio na lusofonia, nomeadamente em Portugal e no Brasil. Possuindo apenas uma variação: na versão espanhola o Rodrigues torna-se Rodríguez. Esta grafia também é utilizada nos países hispanófonos.
Alguns nomes e sobrenomes passaram a existir a partir de abreviaturas como por exemplo: "Roiz", "Röiz" e "Ruiz" que é a forma reduzida (ver: hipocorístico) de Rodrigues. Os sobrenomes Rodrigues e Roiz eram sinónimos um do outro, sendo que o segundo é a abreviatura do primeiro.
Hoje constituem apelidos diferentes mas, historicamente, a variante abreviada "Roiz" (ver: Ana Rodrigues) era usada com frequência já que ambos evoluíram a partir do nome Rodrigo.
Também é bastante conhecido nos países hispânicos e acabou se espalhando de uma forma que hoje se encontra o sobrenome Rodríguez até mesmo nos Estados Unidos.
Em Portugal, são conhecidos três Brasões diferentes relativos a este sobrenome e segundo o genealogista português Manuel José da Costa Felgueiras Gaio, em seu “Nobiliário de Famílias de Portugal”, edição composta por 33 volumes, ao menos 3 famílias com origens na nobreza portuguesa suspeitam que sejam descendentes do Rei Rodrigo, o último rei visigodo da Hispânia entre os anos 710 e 711, século VIII antes da conquista islâmica e mourisca.

## Armas
- Martim Rodrigues: de ouro, com 5 flores-de-lis e vazia de ouro; timbre: um leão de ouro nascente, carregado com a flor-de-lis do escudo na espádua.
- André Rodrigues de Áustria: escudo partido, sendo o primeiro de ouro, meia águia bicéfala de negro, e o segundo de vermelho, duas faixas de prata; timbre: uma cabeça e um pescoço de uma águia de negro, armada de ouro e lampassada de vermelho.
- António Rodrigues: escudo partido, sendo o primeiro de negro, meia águia de ouro estendida, e o segundo de prata, uma faixa de vermelho, acompanhada de duas pombas de púrpura, voantes, uma em chefe e outra em ponta; timbre: desconhecido.
- Rodriguez de la Varillas: de ouro, 4 palas de vermelho; bordadura de azul, carregada de 8 cruzes, também potenteias de prata, cada cruz acantonada de 4 cruzetas também potenteias.